# Nybyen
Nybyen er en mindre bebyggelse i den sydlige udkant af Longyearbyen på Spitsbergen i arkipelaget Svalbard.
Bebyggelsen blev opført i 1946-47 til minearbejderne i Mine 2b på Sukkertoppen. De fleste studerende på Universitetssenteret på Svalbard bor i seks renoverede barakker i Nybyen.
Nybyen er beliggende i den øvre del af Longyeardalen, 2,5 kilometer til centrum af Longyearbyen.
Den 19. december 2015 blev hele Nybyen evakueret af Sysselmannen, efter at én person var blevet dræbt, og ti huse totalt ødelagt, da en lavine fra Sukkertoppen ramte byen.